# Anaya de Huebra
Anaya de Huebra es una entidad de población española del municipio de La Sagrada, perteneciente a la provincia de Salamanca, en la comunidad autónoma de Castilla y León.

## Toponimia
El lugar puede encontrarse referido como Anaya de Huebra, Amaya de Huebra y San Pedro de Horcajo.

## Historia
Hacia mediados del siglo XIX, el lugar, por entonces con ayuntamiento propio, tenía contabilizada una población de 53 habitantes. Aparece descrito en el segundo volumen del Diccionario geográfico-estadístico-histórico de España y sus posesiones de Ultramar de Pascual Madoz con las siguientes palabras:

ANAYA DE HUEBRA ó SAN PEDRO DE HORCAJO: l. con ayunt. en la prov. y adm. de rent de Salamanca (9 leg.), part. jud. de Sequeros (5), aud. terr. y c. g. de Valladolid (31), jurisd. nullius de Valdobla (V.): sit. á la falda de un pequeño cerro á la márg. der. del r. Huebra, que pasa al S. junto á las casas: goza de bastante ventilacion, y no es muy sano en verano por el estancamiento de las aguas del r., del cual se surte el vecindario, construyendo al efecto pozos en la ribera para que se filtre el agua y pueda ser potable en la estacion referida, en la cual pierde aquel su curso. La pobl. se halla formada por 23 casas poco cómodas, con igl. parr. servida por un ecónomo, y cementerio unido á ella. Confina su térm. por N. con La Sagrada, E. con Carrascalejo de Huebra, S. con el mismo y Cerbandez, y O. con Gallegos de Huebra y Abusejo del part. de Ciudad-Rodrigo, y se estiende de N. á S. 1 leg. y 1/4 de E. á O. A la izq. del r. á dist. de meido cuarto de leg. de él, estuvo fundado el primitivo pueblo, bajo el nombre de San Pedro de Horcajo, y todavia se conservan las ruinas de la que fue igl. dedicada á este santo: se dice, que la traslacion al nuevo local, se hizo porque el ant. era muy enfermizo. Tambien se encuentran al E. á 1/4 leg. las ruinas de la ermita de San Márcos, cuya festividad era muy concurrida por los vec. de todos los pueblos inmediatos. Tiene el r. cerca del pueblo un largo puente tan deteriorado, que de sus ocho ojos de piedra solo se conservan los machones, casi destruidos ya de los estremos, en terminos que si no se atiende á su composicion, ni aun podrá sostener las malas vigas y tablas que hoy facilitan el paso á las personas (no sin peligro inminente de precipitarse), para las posesiones que cultivan. Se unen á las aguas del r. en el mismo térm., las de un riach. llamado de la Redonda, que aunque de escaso caudal, es de curso perenne. El terreno, propio de D. Manuel Carvajal de la casa de Abrantes, es tenaz, muy guijarroso, con bastante monte de encina, una pequeña parte de regadío y algunos prados y pastos, buenos y abundantes en toda la ribera: los caminos son de travesía y se hallan en buen estado: la correspondencia se toma los mártes en Tamames, dist. una leg, larga. Prod.: trigo y cebada algo mas de lo necesario para el consumo, poco centeno, garbanzos, mucho lino y de buena calidad, y algunas legumbres: hay cria de ganados de todas clases, que se abrevan en el r., vendiéndose alguna porcion de todas; unas cuantas yeguas de vientre, caballerias menores para los usos domésticos, y alguna caza menor: pobl.: 14 vec., 53 hab., dedicados á la agricultura y ganadería: cap. terr. prod.: 474,000 rs.: imp.: 23,700 reales.
(Madoz, 1845, pp. 270-271)

El municipio de Anaya de Huebra desapareció de cara al censo de 1857, al incorporarse al de La Sagrada. En 2023, la entidad singular de población de Anaya de Huebra tenía empadronados 2 habitantes, ambos en diseminado.